# Steve Kekana
Tebogo Steve Kekana, né le 4 août 1958 et mort le 1er juillet 2021, est un chanteur et auteur-compositeur sud-africain. Il commence sa carrière musicale dans les années 1980. Il fréquente et termine ses études à l'UNISA.

## Biographie
Steve Kekana naît le 4 août 1958 dans le groupe de villages Zebediela, Transvaal (aujourd'hui dans le Limpopo). Il perd la vue à l'âge de cinq ans à la suite d'une maladie. Il fréquente une école pour aveugles à Pietersburg. Pendant ses années d'école, il développe une passion pour le chant, et devient membre de groupes amateurs pendant son adolescence.
Steve Kekana est diplômé universitaire avec des diplômes B Juris et LLB. Il est avocat et maître de conférences en droit du travail à l'Université d'Afrique du Sud.
En 1979 et 1980, Steve Kekana remporte ce que l'on appelait alors le SABC Black Music Award du meilleur chanteur masculin. Raising My Family de Steve Kekana est un grand succès en Europe en 1980. Au total, il enregistre plus de quarante albums. Ses chansons "The Bushman" et "Feel So Strong" (avec Hotline) sont des succès dans le Springbok Radio Chart (le classement semi-officiel sud-africain de l'époque) atteignant respectivement la 13e et la 6e place en 1982 et 1983.
Il travaille avec Ray Phiri, Nana Coyote, Joe Nina et Hotline avec PJ Thandeka Powers.
Steve Kekana meurt le 1er juillet 2021,.

## Prix et distinctions
| Période   | Honneur / Prix                                             |
| --------- | ---------------------------------------------------------- |
| 1978-2021 | Il reçoit plus de 70 prix du disque d'or                   |
| 1980      | The Best Male Vocalist Award (Radio Zulu)                  |
| 1984      | The Four Outstanding Young South African (FOYSA) Award     |
| 1985      | The Ten Outstanding Young People of the World (TOYP) Award |
| 1986      | The OKTV award                                             |
| 2010      | Mama Bheka Community Awards                                |
| 2018      | SAMA Lifetime Achievement Award (SAMA 24)                  |

## Discographie

### Albums
| Année | Titre                   | Label (sortie originale) |
| ----- | ----------------------- | ------------------------ |
| 1977  | Steve Kekana            | His Master’s Voice       |
| 1979  | Nomsa Ntombi Yami       | His Master’s Voice       |
| 1979  | Mokhotse Oa Hao         | EMI                      |
| 1980  | Umenziwa Akakhalelwa    | EMI                      |
| 1980  | Iphupho                 | EMI                      |
| 1980  | Thapelo                 | EMI                      |
| 1981  | Isiko Lwabe Suthu       | Bullet                   |
| 1981  | Raising My Family       | EMI                      |
| 1981  | Kodua Ea Maseru         | EMI                      |
| 1982  | Ifuqe Mntanami (Push)   | Steve Kekana             |
| 1982  | Not Going Back          | CCP Record Company       |
| 1982  | Hare Khumameng          | Gallo Record Company     |
| 1982  | Amandla Amasha          | Gallo Record Company     |
| 1983  | Alone in The Desert     | Steve Records            |
| 1984  | Yintle Lento            | Steve Records            |
| 1985  | Third Time Lucky        | CBS / Steve Records      |
| 1986  | Ngiyadlisa              | Steve Kekana             |
| 1985  | Siwelele                | Gallo Record Company     |
| 1986  | Love Triangle           | Steve Kekana             |
| 1986  | Bull Dozer              | Steve Kekana             |
| 1987  | Sebabatso               | Steve Kekana             |
| 1987  | Lindani                 | Gallo Record Company     |
| 1988  | Makhombo                | Steve Kekana             |
| 1988  | I Shall Be Released     | EMI                      |
| 1989  | Faith, Love and Respect | EMI                      |
| 1996  | Usafira                 | Cool Spot Productions    |
| 2001  | Icilongo                | Cool Spot Music          |
| 2003  | African Lady            | Sony Music               |
| 2009  | Ha Ke Le Tje            | EMI / CCP Record Company |
| 2009  | Isithombe Sami          | EMI / CCP Record Company |
| 2014  | Risen                   | Next Music               |
| 2018  | Ubuntu                  | Sold Out Music           |

### Compilations
| Année | Titre                            | Label (sortie originale) |
| ----- | -------------------------------- | ------------------------ |
| 1997  | Golden Hits Vol 1                | Cool Spot Music          |
| 1997  | Golden Hits Vol 2                | Cool Spot Music          |
| 1999  | The English Album                | Gallo Record Company     |
| 1999  | The Best of Steve Kekana (Sotho) | EMI                      |
| 2002  | The Best of Steve Kekana (Zulu)  | EMI                      |
| 2011  | SA Great Performers              | Gallo Record Company     |
| 2015  | Greatest Moments                 | Gallo Record Company     |
| 2013  | Colours of Africa                | Gallo Record Company     |

### Simples et EPs
| Année | Titre                                  | Label (sortie originale) |
| ----- | -------------------------------------- | ------------------------ |
| 1978  | Mamsy / Bolova'’                       | His Master’s Voice       |
| 1978  | Rosemary / Sweet Jane                  | His Master’s Voice       |
| 1978  | Themba                                 | His Master’s Voice       |
| 1979  | Nomsa Ntombi Yami                      | His Master’s Voice       |
| 1979  | Aka Zenzanga (U Mary) / Uqhoka Amasudi | His Master’s Voice       |